# Cooper Koch
Cooper Joseph Koch, född 16 juli 1996 i Los Angeles, är en amerikansk skådespelare. Han är mest känd för sin roll som Erik Menendez i Netflix-serien Monster: Berättelsen om Lyle och Erik Menendez.

## Filmografi
- 2007: Fracture ... Kid
- 2018: West 40s ... Boy on train
- 2020: Power Book II: Ghost ... Chase
- 2020: A New York Christmas Wedding ... Azrael Gabison
- 2022: They/Them ... Stuart Smith Williams
- 2022: Swallowed ... Benjamin
- 2024: Monster: Berättelsen om Lyle och Erik Menendez ... Erik Menéndez